# 44821 Amadora
44821 Amadora este un asteroid din centura principală de asteroizi.

## Descriere
44821 Amadora este un asteroid din centura principală de asteroizi. A fost descoperit pe 3 octombrie 1999 în cadrul proiectului CSS. Asteroidul prezintă o orbită caracterizată de o semiaxă mare de 2,47 ua, o excentricitate de 0,10 și o înclinație de 12,1° în raport cu ecliptica.